# Fred St-Gelais
 (novembre 2017).
Si vous disposez d'ouvrages ou d'articles de référence ou si vous connaissez des sites web de qualité traitant du thème abordé ici, merci de compléter l'article en donnant les références utiles à sa vérifiabilité et en les liant à la section « Notes et références ».
Frédéric Saint-Gelais, dit Fred St-Gelais, né le 2 septembre 1974 à Chibougamau (Québec), est compositeur, réalisateur artistique, guitariste et multi-instrumentiste canadien.
Fred St-Gelais a été l'éditeur et le producteur sonore de l'émission populaire pour les adolescents, Ramdam. Il possède un studio à Montréal. 
Il a entretenu une relation amoureuse avec Marie-Mai pendant 11 ans avant d'annoncer leur séparation en 2016. En 2019, il est en couple avec Kim Gingras.
Il est surtout reconnu comme étant le réalisateur du premier album d'Andrée Watters et de tous les albums de Marie-Mai où il a composé aussi la musique de son répertoire.

## Biographie
Avant de faire la réalisation, Frédéric Saint-Gelais a fait partie de plusieurs groupes sans jamais enregistrer de disque sauf le dernier Hépatite B, il enregistrait des versions de chansons à sa manière dont Vivre dans la nuit, il composa une nouvelle chanson Mélanie est partie. il se lance dans la réalisation grâce au groupe de l'époque Les Mecs comiques à leur émission de radio et télé, dont le groupe sortira un cd : On chante toujours mieux dans not' char dont Andrée Watters fait partie du CD. Fil en anguille, Fred collabora avec des artistes autant au Québec et au Canada anglais pour des génériques émissions, dont On connait la chanson, Piment Fort (2e monture) et collaboration de CD de Gabrielle Destroismaisons, Wilfred LeBouthillier, Annie Villeneuve, Marc Dupré, Ludovick Bourgeois, Les BB (le dernier CD), David Usher, Roch Voisine, Randy Bachman, Crampe en Masse, Réal Béland, Ryan Malcolm (en), Melissa O'Neil, Rex Goudie, Alain Dumas, Lindsay Robins, Martine Saint-Clair,.
Il a été récompensé pour L'Adisq (Andrée Watters, Marie-Mai), International Songwriting Competition (ISC) pour Time Bomb de Lindsay Robins et Christopher Ward, Socan pour Nous sommes les mêmes de Marc Dupré. Il a été nommé pour le Producteur de disque de l'année au Juno en 2010.
Il a été mentor pour Marie-Mai à La Voix (2013).
Le 2 mars 2018, Fred sort un mini-album d'Heavy Métal de 4 chansons avec un musicien et ami de longue date, Luc Tremblay, qui forment un groupe Ann Used to be.
Le 7 décembre 2018, sortie du film 3D La course des tuques dont Fred a fait la musique avec la collaboration de Nelson Mainville.